# Symphurus plagusia
Symphurus plagusia är en fiskart som först beskrevs av Marcus Élieser Bloch och Johann Gottlob Theaenus Schneider, 1801.  Symphurus plagusia ingår i släktet Symphurus och familjen Cynoglossidae. Inga underarter finns listade i Catalogue of Life.